# Slaget ved the Wilderness
Slaget ved the Wilderness blev udkæmpet den 5.-6. maj 1864 og var det første slag i generalløjtnant Ulysses S. Grant's Overland-kampagne mod general Robert E. Lee og den konfødererede Army of Northern Virginia. Begge hære led store tab; det blev et forvarsel om en blodig udmattelseskrig som Grant ville udkæmpe mod Lee og som til sidst ville føre ham til konføderationens hovedstad, Richmond. Slaget i sig selv var uden vinder, da Grant trak sig tilbage og fortsatte sin offensiv.

## Baggrund
Slagmarken var the Wilderness (vildnisset) i Spotsylvania et område med næsten uigennemtrængelig krat og vanskeligt terræn som dækkede mere end 180 km² af Spotsylvania County og Orange County i det centrale Virginia. Adskillige slag var blevet udkæmpet i nærheden mellem 1862 og 1864, herunder det blodige Slaget ved Chancellorsville i maj 1863. Det siges ofte, at the Wilderness og Chancellorsville blev udkæmpet samme sted, men slaget i 1864 blev rent faktisk udkæmpet nogle kilometer længere mod vest og overlappede den gamle slagmark langs
Brock Road på Unionshærens venstre flanke.
Den 2. maj 1864 krydsede Army of the Potomac, som nominelt var under ledelse af generalmajor George G. Meade, men reelt blev ledet af den medfølgende Grant, over Rapidanfloden på tre punkter og rykkede frem mod Wilderness Tavern, som havde været de konfødereredes samlingspunkt samme dag året før, hvor de havde igangsat deres ødelæggende angreb på Unionens højre flanke ved Chancellorsville. Men Grant valgte at slå lejr vest for den gamle slagmark inden han rykkede sydpå. I modsætning til unionshæren året før havde Grant intet ønske om at kæmpe i the Wilderness.
For Lee var det bydende nødvendigt at kæmpe i the Wilderness af de samme grunde som året før: hans hær var kraftigt i undertal med 61.000 mand mod Grants 101.000 og hans artilleri havde færre og dårligere kanoner end Grant. Kamp i de knudrede skove ville fjerne Grants fordel i artilleri og det indskrænkede rum og deraf følgende forvirring ville give Lees mindre her en bedre chance.

## Slaget
Mens han ventede på at generalløjtnant James Longstreet og hans to divisioner i Første Korps ( Pickett's division var fraværende, da den stadig skulle genopbygges efter sine tab i Slaget ved Gettysburg og bemandede forsvaret af Richmond) som havde været posteret 40 km mod vest ved det vigtige jernbaneknudepunkt ved Gordonsville, sendte Lee sit andet korps under generalløjtnant Richard S. Ewell og de 22.000 mand i tredje korps under generalløjtnant A.P. Hill frem i et vellykket forsøg på at komme i kamp med Grant inden han rykkede sydpå. Den 5. maj angreb Ewell på Lees venstre side og Hill på hans højre Unionens soldater.
Til venstre stødte Ewell på IV Korps under kommando af generalmajor Gouverneur K. Warren, og kæmpede indtil de holdt hinanden i skak. I en stor del af dagen havde Ewells 18.500 mand faktisk en mindre numerisk overvægt på sin del af slagmarken; men på højre fløj blev Hill ramt hård og drevet tilbage af Unionens II Korps under generalmajor Winfield Scott Hancock og en division fra VI Korps, men han holdt dog stand.
Den 6. maj genoptog Hancock, som nu havde næsten 40.000 mand til rådighed angrebet på Hills korps mens en kraftig forstærkning af Unionshæren på Ewells front forhindrede Lee i et sende mænd herfra til støtte for Hill. Ud på formiddagen havde Hancock drevet Hills korps over 3 km tilbage og påført ham store tab. Med Tredje Korps i alvorlige vanskeligheder begyndte Lee at spejde desperat efter Longstreet, som var ventet flere timer tidligere.
Longstreet og hans 12.000 mands Første Korps ankom endelig omkring middag – på det helt rigtige tidspunkt: Hancocks mænd var trætte og desorganiserede efter seks timers kamp. Da Longstreet angreb Unionens styrker trak de sig tilbage, og i løbet af to timer var situationen fuldstændig vendt om: Longstreet havde generobret alt det tabte og var trængt 1½ km længere frem og tvang Hancock til at omgruppere sig ved Brock Road. På et afgørende tidspunkt i kampen angreb Longstreet gennem en rydning til en ufærdig jernbane og det delte Unionens styrker hvilket bidrog til forvirringen. Longstreet havde imidlertid ikke tilstrækkelig mange mænd til at gøre sejren færdig, og kampene døde snart ud nær Brock Road. Da kampen stilnede af på denne del af slagmarken blev Longstreet alvorligt såret af skud fra egne rækker og han kom ikke tilbage til Army of Northern Virginia før flere måneder senere.
Lige som denne del af slaget sluttede igangsatte en division fra Andet Korps under generalmajor John B. Gordon et afsluttende angreb på Unionens højre fløj og omgik delvis Army of the Potomac's flanke og tog næsten 1.000 fanger, men natten faldt på og afsluttede slaget inden de konfødererede havde haft mulighed for at udnytte deres fordel.
I løbet af natten brød der en skovbrand ud mellem de to linjer og hundreder af sårede soldater, som var blevet efterladt på slagmarken, døde skrigende, da de blev brændt ihjel foran deres kammerater.

## Efterspil
Den 8. maj beordrede Grant Army of the Potomac til at fortsætte sin fremrykning og nogle få dage senere mødtes de to hære igen i slaget ved Spotsylvania Court House 16 km mod sydøst.
Selv om slaget normalt betegnes som uafgjort kan det kaldes en taktisk sejr til konføderationen og en strategisk sejr for Unionen. Grant trak sig tilbage ved slutningen af slaget, hvilket normalt var noget taberen gjorde, men i modsætning til sine forgængere siden 1861 fortsatte Grant sin kampagne i stedet for at trække sig tilbage til sikkerheden i Washington, D.C. Lee påførte numerisk set Grant store tab, men procentvis var de mindre end dem som hans egen hær havde lidt. Og i modsætning til Grant havde Lee ikke store muligheder for at erstatte sine tab. Da han forstod denne ulighed var det en del af Grants strategi at opslide begge hære gennem en udmattelseskrig. Den eneste måde Lee kunne undslippe den fælde som Grant havde opstillet var ved at ødelægge Army of the Potomac mens han stadig havde tilstrækkelig styrke til at gøre det, men Grant var alt for erfaren til at tillade dette at ske.
Estimater af hvor store tabene var i the Wilderness varierer. Den følgende tabel opsummerer vurderingerne fra en række kilder:
| Kilde                             | Unionen | Unionen | Unionen         | Unionen         | Konføderationen | Konføderationen | Konføderationen | Konføderationen |
| Kilde                             | Dræbte  | Sårede  | Fangne/ Savnede | Total           | Dræbte          | Sårede          | Fangne/ Savnede | Total           |
| --------------------------------- | ------- | ------- | --------------- | --------------- | --------------- | --------------- | --------------- | --------------- |
| National Park Service             |         |         |                 | 18.400          |                 |                 |                 | 11.400          |
| Bonekemper, Victor, Not a Butcher | 2.246   | 12.037  | 3.383           | 17.666          | 1.495           | 7.928           | 1.702           | 11.125          |
| Catton, Grant Takes Command       | 2.265   | 10.220  | 2.902           | 15.387          |                 |                 |                 |                 |
| Eicher, Longest Night             | 2.246   | 12.037  | 3.383           | 17.666          |                 |                 |                 | 7.750 - 11.400  |
| Esposito, West Point Atlas        |         |         |                 | 15.000 - 18.000 |                 |                 |                 | c. 7.500        |
| Foote, Civil War                  |         |         |                 | 17.666          |                 |                 |                 | 7.800           |
| Fox, Regimental Losses            | 2.246   | 12.037  | 3.383           | 17.666          |                 |                 |                 |                 |
| McPherson, Battle Cry             |         |         |                 | 17.500          |                 |                 |                 | under 10.500    |
| Smith, Grant                      | 2.261   | 8.785   | 2.902           | 13.948          |                 |                 |                 |                 |

Dele af slagmarken ved the Wilderness er bevaret som en del af Fredericksburg and Spotsylvania National Military Park.

## Yderligere læsning
- Gallagher, Gary W., ed., The Wilderness Campaign, University of North Carolina Press, 1997, ISBN 0-8078-2334-1.

## Eksterne links
- National Park Service battlefield site
- Animated History of the Overland Campaign including the Battle of The Wilderness Arkiveret 30. april 2008 hos  Wayback Machine
- West Point Atlas map of the Overland Campaign (Webside ikke længere tilgængelig)
- Chatham Plantation: Witness to the Civil War, a National Park Service Teaching with Historic Places (TwHP) lesson plan